# Marcus Sedgwick
Marcus Sedgwick, född 8 april 1968 i Kent, död 15 november 2022 i Saint-Eutrope, Charente, var en brittisk författare, illustratör och musiker.
Bland hans romaner kan nämnas Floodland (vinnare av Branford Boase Award 2001) och The Dark Horse (nominerad till Guardian Award 2002).
Sedgwick spelade också i två band – trummor i gruppen Garrett och gitarr i ett Abba-coverband.

### Utgivet på svenska
- Häxan (2002)
- Vatten och vidunder (2010) översättning Carla Wiberg
- Andar och apparater (2010) översättning Carla Wiberg
- Tur och tokerier (2010) översättning Carla Wiberg
- Volt och vampyrer (2011) översättning Carla Wiberg
- Häxerier och hemskheter (2011)översättning Carla Wiberg
- Död och diamanter (2011) översättning Carla Wiberg
- De som går igen (2011) översättning Carla Wiberg
- Revolvern (2012) översättning Carla Wiberg

## Priser och utmärkelser
- Branford Boase Award 2001 för Floodland